# 千命基
千 命基（チョン・ミョンギ、朝鮮語: 천명기、1930年8月5日 - 1999年12月17日）は、大韓民国の政治家、実業家。第8・9・10代韓国国会議員。第19代保健社会部長官。本貫は潁陽千氏。
国会議員、交通部政務次官を務めた千世基は兄。

## 経歴
日本統治時代の京畿道楊平郡に生まれた。景福高校を経て、1958年にソウル大学校法科大学卒業。1984年にソウル大学校大学院最高経営者課程を修了した。
大学卒業後、清州専売署・交通部政務次官室でしばらく公務員生活をして、宇信薬品社長を務めた。兄の千世基の引退後に政界入りし、1963年に民主党中央委員、1966年に民衆党驪州・楊平地区党委員長、1967年に新民党の公認で第7代総選挙に出馬したが落選した。その後は京畿道党副委員長、中央常務委員会委員を務め、1970年に新民党金大中大統領候補秘書室長を務めた。1971年の第8代総選挙で当選し、国会農林委員会委員、新民党社会福祉分科委員長を務めた。1973年の第9代総選挙で共和党候補の拘束で無投票当選した後、1974年に新民党改憲推進本部京畿支部長、予算決算委員、アジア国際議員連盟韓国代表団代表などを務めた。1978年に行われた第10代総選挙で当選した後、新民党院内対策委員会委員として活動した。新民党を離党した後、1980年9月に南悳祐内閣の保健社会部長官に抜擢された。1982年に保健社会部長官職を辞任した後、潁陽千氏中央宗親会会長、国土統一院顧問、1983年5月に大韓紡織協会会長、1984年に韓国社会福祉協議会会長を務めた。1987年10月に韓国石油開発公社理事長に任命されたが、1988年6月に第13代総選挙出馬のために辞任し、民正党の公認で中浪選挙区から出馬したが落選した。その後大統領諮問機関の障害者福祉対策委員会委員長に任命され、1989年2月には第11代韓国食品工業協会会長に選出された。1999年に70歳で死去した。